# Skunk Fu!
Skunk Fu! este un serial de animație irlandez produs în 2007 de Cartoon Saloon, Telegael și Cake Entertainment. Premiera în România a fost pe 14 iunie 2008 pe canalul Cartoon Network ca parte a maratonului „Skunks Fu Weekend Kung Fu”. Pe 1 ianuarie 2013 a avut premiera și pe canalul Boomerang.

## Despre serial
Serialul urmărește aventurile Sconcsului și a celorlalte animale ale văii, conduse de Panda, luptând împotriva Dragonului, Babuinului și a Maimuțelor Ninja de a le invada valea. La început Panda și Dragonul erau prieteni, dar după ce Dragonul a fost pedepsit de ceruri, el crede că locuitorii văii sunt cauza și de aceea vrea să îi distrugă. Panda îl vede pe Sconcs ca fiind crucial de a salva valea și vrea să îl învețe mișcări Kung Fu.

## Personaje
- Sconcsul - Este un elev a lui Panda care nu este atent la exercițiile și atențiunile lui Panda, vrand să facă lovituri dure.

- Maestrul Panda - Este antrenorul sconcsului și este foarte înțelept dar nu poate să se sature să-i fie dor de Dragon, un prieten devenit dușman

- Iepurele - Este un animal furios și dur, și este cel mai dur prieten al Sconcsului și îi place să le snopească pe maimuțele ninja.

- Tigrul - Este cel mai fricos prieten al sconcsului ca o pasăre care are o fobie la cele rele și el face mișcări Kung Fu ca să devină curajos.

- Păsăroiul - Este cel mai leneș prieten al Sconcsului și el stă toată ziua pe cocoașa boului și se distrează făcând absolut nimic.

- Vulpea - Este cea mai serioasă prietenă a Scconcsului și singura prietenă a sconcsului de care iepurele este îndrăgostit de ea.

- Țestosul - Este înțelept și foarte priceput. Mai este numit "Doctorul".

- Boul - Este cel mai prost prieten al Sconcsului și spune mereu greșeli.

- Babuinul - Este un dușman de moarte care vrea să stăpânească valea pentru todeauna.

- Dragonul - Este fostul prieten a lui Panda care a devenit dușmanul văii.

- Maimuțele Ninja -  Sunt niște maimuțe albe și negre și complicii Babuinului.

## Episoade
| Premiera în România | N/o | Titlu român                    | Titlu englez                     |
| ------------------- | --- | ------------------------------ | -------------------------------- |
|                     |     |                                |                                  |
| SEZONUL 1           |     |                                |                                  |
|                     |     |                                |                                  |
| 14.06.2008          | 01  | Arta spălării creierului       | The Art of Brain Washing         |
|                     |     |                                |                                  |
| 14.06.2008          | 02  | Arta kung fruct                | The Art of Kung Fruit            |
|                     |     |                                |                                  |
| 14.06.2008          | 03  | Arta minții lipsă              | The Art of No Mind               |
|                     |     |                                |                                  |
| 14.06.2008          | 04  | Arta ospitalității             | The Art of Hospitality           |
|                     |     |                                |                                  |
| 15.06.2008          | 05  | Arta înscenării                | The Art of Double Cross          |
|                     |     |                                |                                  |
| 15.06.2008          | 06  | Arta atingerii                 | The Art of the Touch             |
|                     |     |                                |                                  |
| 15.06.2008          | 07  | Arta întunericului             | The Art of Darkness              |
|                     |     |                                |                                  |
| 15.06.2008          | 08  | Arta tunelelor                 | The Art of Tunneling             |
|                     |     |                                |                                  |
| 21.06.2008          | 09  | Arta de a rămâne blocat        | The Art of Getting Stuck         |
|                     |     |                                |                                  |
| 21.06.2008          | 10  | Arta catacultării maimuțelor   | The Art of Monkey Launching      |
|                     |     |                                |                                  |
| 22.06.2008          | 11  | Arta răzbunării                | The Art of Revenge               |
|                     |     |                                |                                  |
| 22.06.2008          | 12  | Arta chicotelii                | The Art of Giggling              |
|                     |     |                                |                                  |
| 28.06.2008          | 13  | Arta responsabilității         | The Art of Responsibility        |
|                     |     |                                |                                  |
| 02.10.2008          | 14  | Arta rivalității               | The Art of Rivalry               |
|                     |     |                                |                                  |
| 02.10.2008          | 15  | Arta râsului                   | The Art of Leaving Them Laughing |
|                     |     |                                |                                  |
| 03.10.2008          | 16  | Arta supravegherii țestosului  | The Art of Turtle Watching       |
|                     |     |                                |                                  |
| 03.10.2008          | 17  | Arta trufelor                  | The Art of Truffling             |
|                     |     |                                |                                  |
| 06.10.2008          | 18  | Arta de a fi o piatră          | The Art of Being a Pebble        |
|                     |     |                                |                                  |
| 06.10.2008          | 19  | Arta controlului viselor       | The Art of Dream Control         |
|                     |     |                                |                                  |
| 07.10.2008          | 20  | Arta pasării responsabilității | The Art of Passing the Buck      |
|                     |     |                                |                                  |
| 07.10.2008          | 21  | Arta răbdării                  | The Art of Patience              |
|                     |     |                                |                                  |
| 08.10.2008          | 22  | Arta rezistenței               | The Art of Endurance             |
|                     |     |                                |                                  |
| 08.10.2008          | 23  | Arta hoției                    | The Art of Stealing              |
|                     |     |                                |                                  |
| 09.10.2008          | 24  | Arta castanării                | The Art of Conkering             |
|                     |     |                                |                                  |
| 09.10.2008          | 25  | Arta norocului                 | The Art of Luck                  |
|                     |     |                                |                                  |
| 10.10.2008          | 26  | Arta de a te lipi              | The Art of Stickiness            |
|                     |     |                                |                                  |
| SEZONUL 2           |     |                                |                                  |
|                     |     |                                |                                  |
| 08.09.2010          | 27  | Arta nu plămân fu              | The Art of No Lung Fu            |
|                     |     |                                |                                  |
| 09.09.2010          | 28  | Arta schimbării destinului     | The Art of Destiny Swapping      |
|                     |     |                                |                                  |
| 10.09.2010          | 29  | Arta de a fi greu              | The Art of Being Heavy           |
|                     |     |                                |                                  |
| 11.09.2010          | 30  | Arta de a te maimuțării        | The Art of Monkeying Around      |
|                     |     |                                |                                  |
| 12.09.2010          | 31  | Arta de a vedea orb            | The Art of Seeing Blind          |
|                     |     |                                |                                  |
| 13.09.2010          | 32  | Arta ceremoniei ceaiului       | The Art of the Tea Ceremony      |
|                     |     |                                |                                  |
|                     | 33  |                                | The Art of Attitude              |
|                     |     |                                |                                  |
|                     | 34  |                                | The Art of Lightning             |
|                     |     |                                |                                  |
|                     | 35  |                                | The Art of the Nose Blow         |
|                     |     |                                |                                  |
|                     | 36  |                                | The Art of the Crush             |
|                     |     |                                |                                  |
|                     | 37  |                                | The Art of Small Victories       |
|                     |     |                                |                                  |
|                     | 38  |                                | The Art of Infuence              |
|                     |     |                                |                                  |
|                     | 39  |                                | The Art of Kiting                |
|                     |     |                                |                                  |
|                     | 40  |                                | The Art of Being Lazy            |
|                     |     |                                |                                  |
|                     | 41  |                                | The Art of the Stink             |
|                     |     |                                |                                  |
|                     | 42  |                                | The Art of the Fan Fan           |
|                     |     |                                |                                  |
|                     | 43  |                                | The Art of the Dizzy Master      |
|                     |     |                                |                                  |
|                     | 44  |                                | The Art of Dim Sum Fu            |
|                     |     |                                |                                  |
|                     | 45  |                                | The Art of Strategy              |
|                     |     |                                |                                  |
|                     | 46  |                                | The Art of Wushu                 |
|                     |     |                                |                                  |
|                     | 47  |                                | The Art of Initiation            |
|                     |     |                                |                                  |
|                     | 48  |                                | The Art of Art                   |
|                     |     |                                |                                  |
|                     | 49  |                                | The Art of Sneaking              |
|                     |     |                                |                                  |
|                     | 50  |                                | The Art of Monkey Love           |
|                     |     |                                |                                  |
|                     | 51  |                                | The Art of Remembering           |
|                     | 52  |                                | The Art of Remembering           |
|                     |     |                                |                                  |

## Legături externe
- Skunk Fu! la Internet Movie Database
- Site oficial Arhivat în 1 septembrie 2007, la Wayback Machine.